# Henry Kaufman
Henry Kaufman (geboren 26. Oktober 1927 in Wenings,  Oberhessen) ist ein US-amerikanischer Ökonom. Er war von 1962 bis 1987 Banker (zuletzt Managing Director) beim Bankhaus Salomon Brothers.
Kaufman gründete 1988 eine Investment- und Beratungsfirma Henry Kaufman & Co, die er auch leitet. Seit er 1966 die damals folgende Kreditkrise richtig voraussagte, gehört er zu den angesehenen Stimmen der Wall Street. 1982, als der Aktienmarkt einen Tiefpunkt erreichte, sagte er einen großen Aufschwung des Aktienmarktes voraus und behielt damit recht: Es folgte ein achtjähriger Anstieg. Er warnte aber auch gegen Ende des Booms als einer der ersten vor den nach seiner Meinung weit überzogenen Preisen.
Insbesondere seit 2001 kritisierte er in Artikeln und Interviews insbesondere in der New York Times, in den USA würden die Banken leichtfertige Kredite vergeben, durch Deregulierung und neue Finanzprodukte, mangelnde und fragmentierte Aufsicht drohten der Volkswirtschaft immense Schäden. Den starken Anstieg der Aktienpreise interpretierte er als Preisblase. Diese skeptische und kritische Sicht führten dazu, dass er in vielen Veröffentlichungen mit dem Spitznamen Dr. Doom (Dr. Unglücksprophet) bezeichnet wurde.
Im Jahr 2000 veröffentlichte er seine Lebenserinnerungen in dem Buch On Money and Markets: A Wall Street Memoir das 2001 auch in deutscher Sprache erschien. Neben der Flucht der Familie aus dem nationalsozialistischen Deutschland und seinen Erfahrungen bei Salomon und an der Wall Street beschreibt er auch seine Erkenntnisse über die Märkte. Seit dieser Zeit warnt er ununterbrochen vor den Fehlern der Banken und der Bankenaufsicht.
Im November 2007 erklärte er z. B. in der Süddeutschen Zeitung: "Zentralbanken scheuen sich, offen zu sagen, dass es auf dem Kreditmarkt eine Spekulationsblase gibt. Sie sagen: Wir wissen nicht, wann eine Kreditblase entsteht, aber wir wissen, was wir tun müssen, wenn eine Blase platzt: Zinsen senken, Liquidität bereitstellen und das System stützen. Ich halte das für keine sehr gute Taktik, weil so das Entstehen von exzessiver Liquidität und exzessivem Kredit zugelassen wird. Dadurch können die Notenbank ihrer eigentlichen Aufgabe nicht nachkommen: kontinuierliches und nachhaltiges Wirtschaftswachstum zu unterstützen. Es ist sicher viel angenehmer, wenn man als Zentralbank nur die Geldversorgung kontrolliert und nicht gestört wird durch zweitklassige Hypotheken, durch aggressive Handelspraktiken und Ähnliches. Die Zentralbanker erwarten, dass der Markt das alles bereinigt, aber der Markt bereinigt es nicht."

## Biographie
Henry Kaufman wurde 1927 als Sohn eines Metzgers in der deutschen Kleinstadt Wenings geboren. 1937 gelang der jüdischen Familie die Flucht vor den rassistischen Verfolgungen der Deutschen in die USA. In New York, wo sich die Familie ansiedelte, besuchte er die Highschool Washington Heights. Er studierte Volkswirtschaft zunächst an der New York University dann an der Columbia-University und erreichte dort den Grad M.B.A. Nach dem Studium arbeitete er fünf Jahre als Kreditanalyst bei einer Industriebank. Während dieser Zeit erwarb er im Abendstudium an der New York University den Ph.D. Kaufman arbeitete dann fünf Jahre bei der US-Notenbank, der Federal Reserve Bank, in der Forschungsabteilung. 1962 wechselte er zu Salomon Brothers & Hutzler. Dort wurde er als Chefökonom zum Vorgesetzten von 450 Analysten. 1987 verlor er den internen Machtkampf mit einer neuen Generation von Managern. Neben seiner Lebensgeschichte enthalten seine Memoiren mehrere Kapitel, die eher Reden oder Aufsätze zu Entwicklungen und Fehlentwicklungen der Finanzmärkte sind wie Learning From Financial Crises, The Urgent Need for Regulatory and Supervisory Reform, Financial Institutions in the New Century.
Kaufmann ist verheiratet mit Elaine Kaufmann und spendet große Summen für soziale Zwecke. 2010 wurde er in die American Academy of Arts and Sciences gewählt.

## Veröffentlichungen

### Bücher
- Henry Kaufman: Interest Rates, the Markets, & the New Financial World, Crown, 1986, ISBN 978-0-8129-1333-0
- Henry Kaufman: Money and Markets. Lernen von der Legende Henry Kaufman. WMI Verlagsservice, Landsberg/Lech 2001, ISBN 3-478-38810-4

### Aufsätze
- The integrity of credit, Salomon Brothers, 1985
- The need for an improved system of financial regulation (Bond market research). Salomon, Brothers, 1987

- Henry Kaufmann: Wall Street Heads For Darker Days. am 23. Februar 1990 in der New York Times über den Zusammenbruch von Drexel Burnham Lambert Inc. mit einer generellen Warnung vor den neuen Praktiken an der Wall Street, Wiederveröffentlichung des Artikels am 11. Oktober 2008

## Ehrungen
- honorary Doctor of Laws degree from New York University in 1982
- honorary Doctor of Humane Letters degree from Yeshiva University in 1986
- George S. Eccles Prize for excellence in economic writing from the Columbia Business School for his book, Interest Rates, the Markets, and the New Financial World.[6]